# San Ángel, Jalisco
San Ángel är en ort i Mexiko.   Den ligger i kommunen Atotonilco el Alto och delstaten Jalisco, i den centrala delen av landet, 400 km väster om huvudstaden Mexico City. San Ángel ligger 1 912 meter över havet och antalet invånare är 103.
Terrängen runt San Ángel är platt åt sydost, men åt nordväst är den kuperad. Runt San Ángel är det ganska tätbefolkat, med 72 invånare per kvadratkilometer. Närmaste större samhälle är Arandas, 19,6 km öster om San Ángel. I omgivningarna runt San Ángel växer huvudsakligen savannskog.